# Jüdischer Friedhof (Midlum)

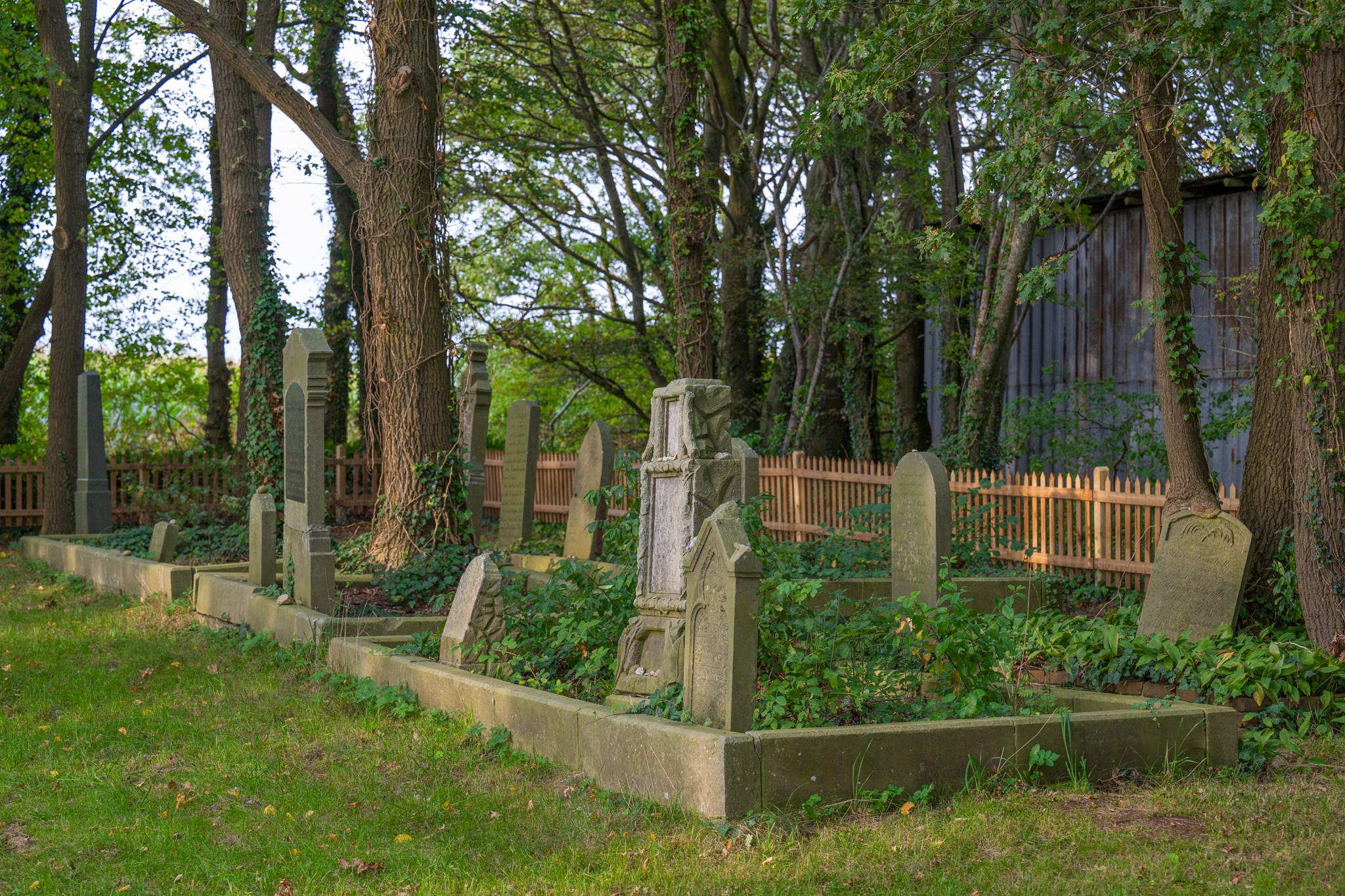
Jüdischer Friedhof Midlum (2023)

Der Jüdische Friedhof Midlum ist ein jüdischer Friedhof in Midlum, einem Ortsteil der Gemeinde Wurster Nordseeküste im niedersächsischen Landkreis Cuxhaven. 
Der 867 m² große Friedhof, der sich am Wanhödener Weg befindet, wurde von 1848 bis 1905 belegt. Auf ihm sind 19 Grabsteine vorhanden.